# Rutkowo (powiat mrągowski)
Rutkowo (niem. Schönruttkowen, 1938–1945 Schönrauten) – osada w Polsce położona w województwie warmińsko-mazurskim, w powiecie mrągowskim, w gminie Piecki. Miejscowość wchodzi w skład sołectwa Głogno. W latach 1975–1998 miejscowość administracyjnie należała do województwa olsztyńskiego. W pobliżu osady położone jest jezioro Zdrężno.

## Historia
Dawna wieś, założona w latach 1822-1823 nad jeziorem Zdrężno. W 1838 r. we wsi były 3 domy z 25 mieszkańcami.
W 1938 r. ówczesne władze niemieckie, w ramach akcji germanizacyjnej, zmieniły urzędową nazwę miejscowości z Schön-Ruttkowen na Schönrauten.
W 1973 r. osada PGR Rutkowo należała do sołectwa Głogno.